# 成都轨道交通集团
成都轨道交通集团有限公司是成都市的大型国有控股企业，注册资本67亿元人民币，总资产逾3800亿元，员工2万余人，业务包括成都地铁、成都有轨电车和成都市域铁路在内的成都城市轨道交通的规划、建设、运营、TOD综合开发和沿线资源经营。

成都轨道交通集团有限公司总部：成都地铁大厦

## 概况
公司原名成都地铁有限责任公司，成立于2004年。按照国有资本投资运营公司定位建立“小总部+专业子公司”管理模式，集团本部设10个部门，下属全资及控股子公司9家，参股公司12家。轨道交通建设规划获批732公里。目前已开通运营线路13条（含有轨电车1条），开通里程558公里（含有轨电车39公里），在建里程约176公里。

## 历史
2001年4月，成都市地铁建设工程办公室成立。2004年10月21日，成都地铁有限责任公司成立。2010年5月4日，成都地铁运营有限公司成立。2010年9月16日，成都轨道交通有限公司揭牌。2010年9月27日，公司负责运营的首条线路成都地铁1号线开通。在2008年至2013年期间，曾属于铁道部合资公司。2017年2月27日，成都地铁有限责任公司正式更名为成都轨道交通集团有限公司。

## 业务

### 城市轨道交通

#### 规划
成都轨道集团下属规划与技术部（总工办）与成都市规划局一道，共同负责成都地铁线网各期建设规划，远期规划及远景规划（含部分成都市域铁路线路）。规划与技术部也会参与网络问政平台问答，提供成都地铁规划的最新消息（其时效性往往优于规划局的回答）。但由于成都轨道集团并非主管部门，仅能以实际执行部门的身份对规划提供建议，因此正式规划公布、上报皆不是由成都轨道集团负责，其官网所展示之规划亦注明“以成都市规划和自然资源局官方发布的为准。”

#### 建设
成都轨道建设管理有限公司作为甲方单位，负责成都地铁以及部分成都市域铁路线路（如成都市域铁路S3线）的建设管理工作。其官方微博会更新成都地铁建设进展。

#### 运营
由成都地铁运营有限公司负责。其官方微博会更新所运营线路每日客运量以及运营信息。

##### 成都地铁
截至2021年12月，成都地铁合计开通12条线路，启用333座车站，总里程518公里，均由成都地铁运营有限公司进行运营管理。其中目前运营一分公司负责1、5、8号线的既有线运营。运营二分公司负责2、4、7、10号线的既有线运营。运营三分公司負責9、17、18、19、S3號線的既有线运营。运营四分公司负责3、6、27号线的既有线运营。

##### 成都有轨电车
成都有轨电车蓉2号线全长约40公里，现启用40个车站，由成都地铁运营有限公司下属分公司负责运营。

### 物业
由成都轨道城市投资集团有限公司负责。现时按照公共交通导向型开发（TOD）理念，开发、出售地铁沿线的地产项目。

### 职业教育
由成都轨道交通学院（筹）负责，开展学制教育、职业培训和技能鉴定。

## 集团概况
公司本部设17个部门。下属1家分公司、5家全资子公司和1家控股子公司。

### 分公司
- 成都轨道交通集团有限公司建设分公司，成立于2010年6月，主要负责地铁及同步实施市政配套、开发工程从配合设计到竣工验收的全过程建设管理工作[9]。

### 全资子公司
- 成都地铁运营有限公司，成立于2010年5月4日，于5月25日工商注册，主要承担既有线路运营、新线筹备、新线建设（车辆、信号、AFC及车辆段设备）和地铁线路商业广告资源开发。运营公司共设25个中心、部门，其中有11个生产中心、2个生产辅助中心和12个职能部门[10]。成都地铁运营有限公司以“秉持真诚、服务大众”为宣传口号[11]。

- 成都现代有轨电车有限公司，成立于2015年5月12日[12]，现有员工129人，主要从事有轨电车的投资、建设、运营和开发[13]。其负责运营的成都有轨电车蓉2号线，首开段已于2018年12月26日开通运营[14]，剩下全线仍在建设中，计划2019年开通全线。

- 成都地铁实业有限公司，成立于2009年1月9日，注册资本1亿元人民币，具有独立法人资格、自主经营、独立核算。主要负责轨道交通沿线（含车站、车辆段、停车场等）上盖物业项目综合开发利用，以及综合开发的策划研究、土地获取、项目投融资、项目建设和营销等房地产开发全过程管理和轨道正线以外的资产及成都轨道集团在轨道交通项目投资以外形成的大宗固定资产的招商和经营管理、轨道交通与外部物业的接口资源管理[15]。成都地铁实业有限公司拟于2009年开发的红花堰车辆段上盖物业[16]至2017年仍未动工，成都地铁开通头2年（2010年至2012年），成都地铁实业有限公司对站内商铺的运营管理欠佳，曾引发撤店潮[17]。成都地铁实业有限公司提出将于2017年于成都地铁7号线崔家店停车场的地面开发成都地铁首个地铁上盖物业[18]。

- 成都安捷通物业管理有限公司，于2006年7月26日成立，具有独立法人资格，主要负责地铁车站及车辆段的保洁和辅助生产、商业写字楼管理、土地看护、后勤服务等[19]。

- 成都维创轨道交通特种设备有限责任公司，原成都特种门厂，成立于1985年11月18日，2016年2月变更为现用名，主业是机械加工和各种特种门类的生产和安装[20]。

### 控股子公司
- 成都地铁传媒有限公司[21]，股东为成都轨道交通集团有限公司和成都传媒集团，成立于2010年9月1日[22]，主要负责广告设计和发布、影视策划、图文设计制作、企业形象策划，商务信息咨询、会务服务、展览展示服务、票务服务等。成都地铁渠道独家发行的纸质媒体《新城快报》和地铁PIS系统成都地铁电视频道均由成都地铁传媒公司制作[23]。2017年8月，成都地铁传媒公司承办了“2017成都地铁街区音乐季·乐动地铁”活动，于天府广场站、春熙路站、省体育馆站、孵化园站、宽窄巷子站、蜀汉路东站、杨柳河站和龙泉驿站8个站点举办系列主题音乐会[24]。

## 历任董事长
1. 伍勇（2004年10月至2009年）[25][註 2]
2. 喻宁跃（2010年1月至2016年7月）
3. 胡庆汉（2016年7月至今）[26]